# Ivan Sekyra
Ivan Sekyra (1. října 1952 Praha – 30. června 2012 Praha) byl český rockový kytarista, zpěvák, hudební skladatel, režisér a scenárista. V dětství se učil hrát na housle. Vystudoval Mechanizační fakultu Vysoké školy zemědělské v Praze, kde v roce 1978 získal titul Ing. V roce 1976 spoluzaložil skupinu Abraxas. Později hrál ve skupinách Projektil a Drakar. V 90. létech pracoval jako režisér na dokumentárních projektech České televize. V roce 2005 založil skupinu Silent Garden. 
Je autorem známé skladby Zahrada ticha.